# Comté de Bremer
Le comté de Bremer est un comté de l'État de l'Iowa, aux États-Unis.
Il fut nommé d'après Fredrika Bremer, auteur et féministe suédoise.